# سعيدة فكري
سعيدة فكري مغنية مغربية ولدت في الدار البيضاء في 28 نوفمبر 1971.

## نبذة
ولدت سعيدة في مدينة الدار البيضاء المغربية بتاريخ 28 نوفمبر 1971، بدأت الغناء في الثامنة من عمرها، أدت أغنية «في قلبي جرح قديم» للفنان المغربي عبد الهادي بلخياط. ألفت أول أغنية في سن ال12 سنة، وتعاطت موسيقى «الكانتري» الأميركية في سن 14 سنة. انطلق مشوارها الفني الاحترافي عام 1994 حين أصدرت أول ألبوم موسيقي بعنوان «كية الغايب». هاجرت إلى الولايات المتحدة عام 1997، إلا أن الجمهور الراقي المهتم بالفن الراقي تتبعوا أعمالها وخطواتها في الميدان الفني، مما شجعها على العودة إلى المغرب عام 2008.

## نمطية غنائها
تتحدث أغاني سعيدة فكري عن هموم الشباب وطموحاتهم، عن الحب والسلام وعن العنصرية وقضايا الفساد، كما تتحدث عن قيم الأسرة والصداقة والحرية. تحتفي سعيدة فكري في أغانيها بمشاكل وقضايا الإنسان المغربي والإنسان البسيط بهموم حياته اليومية، تنتقل في كلمات أغانيها من الدارجة المغربية والأمازيغية والعربية الفصحى إلى الفرنسية والإنجليزية من دون التفريط في الأصالة.

## أعمالها
لها سبعة ألبومات غنائية هي:
- ضاقت بي الايام
- داروا الحدود
- الليل الباكي
- على الهامش
- زمان المحال
- جبال الريف
- المِزيرية

ومن أشهر أغانيها:
- يا جبال الريف
- یس یتریت؟ (بالشلحية)
- سولوني على العذاب
- سرحت في نجوم الليل
- اولاد الدوار
- داوي الجراح
- تمنيت نقول
- مصباح الوادي
- ندمانة

- حكاية المراية

## وصلات خارجية
- "سعيدة فكري تغني في السجون المغربية". مؤرشف من الأصل في 2008-05-07.
- "سعيدة فكري تعود لأرض وطنها المغرب لتغني في مهرجان موازين". مؤرشف من الأصل في 2019-01-06.